# 히메히나
히메히나(일본어: ヒメヒナ)는 타나카 히메(田中ヒメ)와 스즈키 히나(鈴木ヒナ)로 구성되어 있으며, 두 명의 팀으로 이루어진 일본의 버추얼 유튜버 유닛이다.

## 멤버

### 타나카 히메
차이나 드레스와 만두머리를 한 중국풍의 여자아이. 가슴에는 자신의 성씨 타나카(田中)가 새겨진 명패를 달고 있다.
신장은 147cm, 체중은 39kg, 앉은 키는 78cm.

### 스즈키 히나
베레모에 배꼽이 보이는 개량형 제복을 입은 여자아이. 양 옆으로 날개처럼 튀어나온 뻗친 머리 역시 특징이다.